# NBA draft
NBA draft je godišnji događaj u kojem 30 klubova NBA lige (29 iz SAD-a i 1 iz Kanade) mogu izabrati igrače koji žele igrati u ligi. Običaj je da se igrači biraju s fakulteta, ali je u zadnje vrijeme sve veći broj srednjoškolaca i međunarodnih igrača. Draft je trenutno jedini način da igrači igraju u NBA-u, tako da, ako su jednom izabrani i napuste ligu, u istu se mogu vratiti bez ponovnog drafta.

## Pravila
NBA draft je podijeljen u dva kruga. Za pravo prvog izbora natječe se 14 timova koji se nisu plasirali u doigravanje. Ovi timovi sudjeluju u izvlačenju, čime se određuju prva tri izbora. Ostalih 11 bira se na osnovu omjera pobjeda i poraza prethodne sezone, od najlošijeg do najboljeg. 
Nakon toga 16 klubova koji su igrali doigravanje biraju također prema omjeru, od najlošijeg do najboljeg.
Dobiveni redoslijed se prenosi i u drugi krug. Ipak, klubovima je dozvoljeno da razmjenjuju pravo na izbor, baš kao i igrače (NBA liga ne trguje igračima za novac, često su u razmjeni igrača doda i pravo na nekom od budućih draftova).
Zabranjeno je razmjenjivati pravo na izbor u prvom krugu u uzastopnim godinama.
Igrači koji u godini drafta ne napune 19 godina ne mogu sudjelovati u draftu.

## Vanjske poveznice
- Svi izbori od 1950. godine